# بولين رولاند
بولين رولاند (بالفرنسية: Pauline Roland)‏ هي سفرجات وصحفية فرنسية، ولدت في 7 يونيو 1805 في فاليز في فرنسا، وتوفيت في 16 ديسمبر 1852 في فرنسا.